# Eleições estaduais no Acre em 2018
As eleições estaduais no Acre em 2018 foram realizadas em 7 de outubro como parte das eleições gerais. Os eleitores aptos a votar elegeram seus representantes na seguinte proporção: oito deputados federais, dois senadores e vinte e quatro deputados estaduais. Também escolheram o Presidente da República e o Governador do Estado para o mandato que se inicia em 1° de janeiro de 2019 e termina em 31 de dezembro de 2022. No pleito realizado em 7 de outubro, o candidato Gladson Cameli do PP, foi eleito recebendo 223.993 votos (53,71% dos votos válidos), sendo o segundo colocado Marcus Alexandre, do PT, que recebeu 144.071 votos (34,54% dos votos válidos). Para a representação de Estado no Senado Federal, foram eleitos Sérgio Petecão, do PSD (244.109 votos, 30,72% dos votos válidos) e Márcio Bittar, do MDB (185.066 votos, 23,28% dos votos válidos).

## Candidatos[2]

### Candidatos a governador do estado
Cinco candidatos disputaram o governo acreano:
- Coronel Ulysses (PSL): O Partido Social Liberal (PSL) definiu o nome de Ulysses Araújo (PSL) como candidato ao governo do Acre em convenção no dia 28 de julho, em Rio Branco. O advogado e economista Réssene Jarude foi confirmado como vice-candidato ao governo.[4] Ulysses foi um dos fundadores da Comando de Operações Especiais (COE) no Acre e comandante do Batalhão de Operações Especiais (Bope). É coronel da Polícia Militar do Acre (PM-AC) e foi subcomadante da PM. Em 2016, ele pediu demissão do cargo alegando "incompatibilidade de pensamento" com o atual governo. Essa foi a primeira vez que ele concorreu a um cargo político. Os partidos que compuseram a coligação são: PSL, PSC e Patriota (PATRI).

- David Hall (AVANTE): O Avante definiu o nome de David Hall como candidato ao governo do Estado em convenção partidária em 27 de julho, em Rio Branco. O candidato a vice-governador é o pecuarista e graduado em hotelaria, Thiago Gonçalves.[5] David Hall tem 30 anos e é professor de filosofia na Universidade Federal do Acre (Ufac) e na escola José Rodrigues Leite. Ele começou na militância política no movimento estudantil. Hall foi um dos fundadores da Rede Sustentabilidade no Acre e atualmente é um dos dirigentes do partido Avante. Esse foi o primeiro cargo político que ele concorreu. O Avante não coligou com nenhum outro partido.

- Gladson Cameli (PP): O nome do senador Gladson Cameli foi confirmado como candidato ao governo do Estado em convenção partidária neste sábado (4), em Rio Branco. O candidato a vice-governador é o major Wherles Rocha (PSDB), deputado federal.[6] Gladson Cameli tem 40 anos, é engenheiro civil formado pelo Instituto Luterano de Ensino Superior de Manaus (ULBRA), no Amazonas, mas exerceu atividades como sócio da empresa pertencente à família. Aos 28 anos, foi eleito pela primeira vez deputado federal. Em 2010, foi eleito deputado federal pela segunda vez e, em 2014, Cameli se elegeu senador. É filiado ao PP desde 2005. Antes, foi filiado ao PFL, entre 2000 e 2003, e ao PPS. Ele é sobrinho do ex-governador do Acre, Orleir Cameli. Os partidos que compõem a coligação Progressistas são: PPS, PSDB, PP, MDB, SD, PSD, DEM, PMN, PR, PTC e PTB.

- Janaina Furtado (REDE): A candidatura de Janaína Furtado ao governo do Acre foi confirmada na convenção da Rede Sustentabilidade, no dia 20 de julho, em Rio Branco. O vice-candidato ao governo é o servidor público Júlio César.[7] Janaína Furtado, tem 31 anos, é pedagoga, professora do ensino infantil e vereadora, exercendo o mandato pela segunda vez. No primeiro mandato, ela se elegeu pelo Partido Social Democrático (PSD), aos 25 anos de idade. Depois, fundou a Rede Sustentabilidade em Tarauacá, município onde se reelegeu vereadora. A REDE não coligou com nenhum outro partido.

- Marcus Alexandre (PT): O nome de Marcus Alexandre (PT) para concorrer ao governo do Acre foi confirmada em convenção no dia 21 de julho, pela Frente Popular do Acre (FPA) que compõem 15 partidos. O ex-secretário de Segurança Pública, Emylson Farias, é o candidato a vice-governador.[8] Marcus Alexandre, tem 41 anos, é engenheiro civil, formado pela Universidade de São Paulo (USP). Foi eleito prefeito de Rio Branco pela primeira em 2012. Em 2016, foi reeleito para o mandato até 2020. Entre 2007 a 2012, Marcus Alexandre foi diretor-geral do Deracre. Esta foi a primeira vez que ele concorreu ao governo do estado. Os partidos que compuseram a Frente Popular foram: PT, PCdoB, PSB, PSDC, PMB, PODE, PROS, PRB, PV, PRP, PSOL, PDT, PHS, PPL e PRTB.

| Candidato(a) a governador(a) | Candidato(a) a governador(a) | Candidato(a) a governador(a) | Candidato(a) a vice-governador(a) | Número | Coligação/Partido                                                                                     |
| ---------------------------- | ---------------------------- | ---------------------------- | --------------------------------- | ------ | --- |
|                              |                              | Coronel Ulysses PSL          | Réssini Jarude PSL                | 17     | Acre Livre (PSL, PATRI, PSC)                                                                          |
|                              |                              | David Hall AVANTE            | Thiago Gonçalves AVANTE           | 70     | AVANTE (sem coligação)                                                                                |
|                              |                              | Gladson Cameli PP            | Major Rocha PSDB                  | 11     | Mudança e Competência (PP, PSDB, MDB, PPS, SD, PSD, DEM, PMN, PR, PTC, PTB)                           |
|                              |                              | Janaina Furtado REDE         | Júlio César Freitas REDE          | 18     | REDE (sem coligação)                                                                                  |
|                              |                              | Marcus Alexandre PT          | Emylson Farias PDT                | 13     | Frente Popular do Acre (PT, PDT, PCdoB, PSB, PSOL, DC, PMB, PODE, PROS, PRB, PV, PRP, PHS, PPL, PRTB) |

### Candidatos ao Senado Federal
Seis candidatos disputaram as duas vagas para a representação do Acre no Senado Federal: 
- Jorge Viana (PT): Senador por oito anos consecutivos, é acreano e tem 58 anos. É formado em engenharia florestal e foi prefeito de Rio Branco de 1993 a 1996. Foi governador do Acre por oito anos, entre 1999 a 2006. Em 2013 foi eleito vice-presidente do Senado e em 2015 foi reeleito para o cargo.

- Márcio Bittar (MDB): Com 55 anos, o ex-pecuarista nasceu em Franca (SP). Iniciou a carreira política em 1981 como secretário-geral da Juventude do Partido do Movimento Democrático Brasileiro (PMDB). Foi eleito deputado estadual em 1994 e deputado federal em 1998 e novamente em 2010.

- Minoru Kinpara (REDE): Reitor da Universidade Federal do Acre (Ufac) de 2012 a 2018, Minoru Kinpara tem 49 anos e nasceu em Itapaci (GO). É graduado em letras, com doutorado em educação e pós-doutorado. Na Ufac ainda foi diretor de apoio ao desenvolvimento do ensino, diretor de cursos e programas especiais de graduação, diretor do núcleo de interiorização e educação a distância e chefe do departamento de educação.

- Ney Amorim (PT): Nascido em Rio Branco, tem 41 anos e cursa direito em uma faculdade particular da capital. É deputado estadual pelo terceiro mandato consecutivo e presidente da Assembleia Legislativa do Acre desde 2015.

- Paulo Pedrazza (PSL): Advogado, ele tem 67 anos, nasceu em Erechim (RS) e está há 32 anos no Acre. É pós-graduado em administração pública municipal e é a segunda vez que concorre a um cargo eletivo. Nos últimos anos trabalhou como administrador público municipal e também foi advogado dos tribunais de Contas e União.

- Sérgio Petecão (PSD): Nascido em Rio Branco, tem 57 anos e teve três mandados de deputado estadual consecutivos, de 1994 a 2006. Foi presidente da Assembleia Legislativa do Acre (Aleac) por oito anos. Em 2006 foi eleito deputado federal com mandato até 2010, quando se tornou senador pelo Acre.

| Candidato(a) a senador | Candidato(a) a senador | Candidato(a) a senador | Candidatos a suplente                                    | Número | Coligação/Partido                                                                                     |
| ---------------------- | ---------------------- | ---------------------- | -------------------------------------------------------- | ------ | --- |
|                        |                        | Jorge Viana PT         | 1º: Nazareth Araújo (PT) 2º: Jamyr Rosas (PSOL)          | 131    | Frente Popular do Acre (PT, PDT, PCdoB, PSB, PSOL, DC, PMB, PODE, PROS, PRB, PV, PRP, PHS, PPL, PRTB) |
|                        |                        | Ney Amorim PT          | 1º: João Albuquerque (PSB) 2º: Joviniana Alves (PROS)    | 133    | Frente Popular do Acre (PT, PDT, PCdoB, PSB, PSOL, DC, PMB, PODE, PROS, PRB, PV, PRP, PHS, PPL, PRTB) |
|                        |                        | Márcio Bittar MDB      | 1º: Eduardo Velloso (PR) 2º: José Eugênio "Macapá" (MDB) | 151    | Mudança e Competência (PP, PSDB, MDB, PPS, SD, PSD, DEM, PMN, PR, PTC, PTB)                           |
|                        |                        | Sérgio Petecão PSD     | 1º: Maria das Vitórias (PSD) 2º: Maria Alice (MDB)       | 555    | Mudança e Competência (PP, PSDB, MDB, PPS, SD, PSD, DEM, PMN, PR, PTC, PTB)                           |
|                        |                        | Minoru Kinpara REDE    | 1º: Joice Nobre (REDE) 2º: Eudes Lima (REDE)             | 181    | REDE (sem coligação)                                                                                  |
|                        |                        | Paulo Pedrazza PSL     | 1º: Frank Lima (PSL) 2º: Sueli Bessa (PSL)               | 177    | Acre Livre (PSL, PATRI, PSC)                                                                          |

## Pesquisas de intenção de voto

### Governo do Estado
| Período da pesquisa | Instituto | Margem de erro | Candidato   | Candidato   | Candidato     | Candidato     | Candidato      | Brancos ou Nulos | Não sabe |
| Período da pesquisa | Instituto | Margem de erro | Cameli (PP) | Marcus (PT) | Ulysses (PSL) | Hall (AVANTE) | Furtado (REDE) | Brancos ou Nulos | Não sabe |
| ------------------- | --------- | -------------- | ----------- | ----------- | ------------- | ------------- | -------------- | ---------------- | -------- |
| 18/08 a 21/08/2018  | Ibope     | ±3%            | 37%         | 37%         | 8%            | 1%            | 3%             | 7%               | 7%       |
| 17/09 a 19/09/2018  | Ibope     | ±3%            | 47%         | 38%         | 6%            | 1%            | 0%             | 4%               | 4%       |

### Senado Federal
Levando em conta que para o senado o eleitor irá votar duas vezes, as pesquisas possuem um universo de 200%
| Período da pesquisa | Instituto | Margem de erro | Candidato     | Candidato    | Candidato  | Candidato   | Candidato      | Candidato     | Brancos ou Nulos | Não sabe |
| Período da pesquisa | Instituto | Margem de erro | Petecão (PSD) | Bittar (MDB) | Viana (PT) | Amorim (PT) | Kinpara (REDE) | Pedraza (PSL) | Brancos ou Nulos | Não sabe |
| ------------------- | --------- | -------------- | ------------- | ------------ | ---------- | ----------- | -------------- | ------------- | ---------------- | -------- |
| 18/08 a 21/08/2018  | Ibope     | ±3%            | 39%           | 34%          | 43%        | 30%         | 10%            | 2%            | 21%              | 21%      |
| 17/09 a 19/09/2018  | Ibope     | ±3%            | 52%           | 39%          | 35%        | 30%         | 12%            | 1%            | 16%              | 15%      |

## Resultados

### Governador
Segundo o Tribunal Superior Eleitoral houve 417.076 votos nominais (94,06%), 7.238 votos em branco (1,63%) e 19.115 votos nulos (4,31%) calculados sobre um total de 443.429 eleitores. O número de abstenções foi de 103.929 (18,99%)
| Candidato(a)         | Votos   | Porcentagem |
| -------------------- | ------- | ----------- |
| Gladson Cameli PP    | 223.993 | 53,71%      |
| Marcus Alexandre PT  | 144.071 | 34,54%      |
| Coronel Ulysses PSL  | 45.032  | 10,80%      |
| Janaina Furtado REDE | 2.765   | 0,66%       |
| David Hall AVANTE    | 1.215   | 0,29%       |

| Partido | Partido | Candidato | Votos   | Votos (%) |
| ------- | ------- | --------- | ------- | --------- |
|         | PP      | Cameli    | 223 993 | 53,71%    |
|         | PT      | Marcus    | 144 071 | 34,54%    |
|         | PSL     | Ulysses   | 45 032  | 10,8%     |
|         | REDE    | Janaina   | 2 765   | 0,66%     |
|         | AVANTE  | Hall      | 1 215   | 0,29%     |
| Totais  | Totais  | Totais    | 417 076 |           |

### Senadores
Segundo o Tribunal Superior Eleitoral houve 794.909 votos nominais (89,63%), 31.134 votos em branco (3,51%) e 60.815 votos nulos (6,86%) calculados sobre um total de 443.429 eleitores que nesta eleição, tinham o direito de votar em dois senadores. O número de abstenções foi de 103.929 (18,99%)
| Candidato(a)        | Votos   | Porcentagem |
| ------------------- | ------- | ----------- |
| Sérgio Petecão PSD  | 244.109 | 30,72%      |
| Márcio Bittar MDB   | 185.066 | 23,28%      |
| Jorge Viana PT      | 117.200 | 14,74%      |
| Ney Amorim PT       | 115.243 | 14,50%      |
| Minoru Kinpara REDE | 112.989 | 14,21%      |
| Paulo Pedrazza PSL  | 20.302  | 2,55%       |

| Partido | Partido | Candidato | Votos   | Votos (%) |
| ------- | ------- | --------- | ------- | --------- |
|         | PSD     | Petecão   | 244 109 | 30,71%    |
|         | MDB     | Bittar    | 185 066 | 23,28%    |
|         | PT      | Viana     | 117 200 | 14,74%    |
|         | PT      | Amorim    | 115 243 | 14,5%     |
|         | REDE    | Kinpara   | 112 989 | 14,21%    |
|         | PSL     | Pedrazza  | 20 302  | 2,55%     |
| Totais  | Totais  | Totais    | 794 909 |           |

## Deputados federais eleitos
São relacionados os candidatos eleitos com informações complementares da Câmara dos Deputados.
| Deputados federais eleitos | Partido | Votação | Percentual | Cidade onde nasceu | Unidade federativa |
| Mara Rocha                 | PSDB    | 40.047  | 9,42%      | Rio Branco         | Acre               |
| Jéssica Sales              | MDB     | 28.717  | 6,76%      | Cruzeiro do Sul    | Acre               |
| Alan Rick                  | DEM     | 22.263  | 5,24%      | Rio Branco         | Acre               |
| Vanda Milani               | SD      | 22.219  | 5,23%      | Cedral             | São Paulo          |
| Flaviano Melo              | MDB     | 18.723  | 4,41%      | Rio Branco         | Acre               |
| Perpétua Almeida           | PCdoB   | 18.374  | 4,32%      | Porto Walter       | Acre               |
| Jesus Sérgio               | PDT     | 9.537   | 2,24%      | Tarauacá           | Acre               |
| Manuel Marcos              | PRB     | 7.489   | 1,76%      | Tianguá            | Ceará              |

## Deputados estaduais eleitos
Estavam em jogo vinte e quatro cadeiras na Assembleia Legislativa do Acre.
| Deputados estaduais eleitos | Partido | Votação | Percentual | Cidade onde nasceu | Unidade federativa |
| Meire Serafim               | MDB     | 10.349  | 2,44%      | Sena Madureira     | Acre               |
| Roberto Duarte              | MDB     | 9.405   | 2,22%      | Porto Alegre       | Rio Grande do Sul  |
| Antonia Sales               | MDB     | 9.139   | 2,16%      | Masisea            | Peru               |
| Gehlen Diniz                | PP      | 8.479   | 2%         | Rio Branco         | Acre               |
| Dr. Janilson Leite          | PCdoB   | 8.253   | 1,95%      | Tarauacá           | Acre               |
| Maria Antonia               | PROS    | 7.793   | 1,84%      | Brasiléia          | Acre               |
| Nicolau Júnior              | PP      | 7.509   | 1,77%      | Cruzeiro do Sul    | Acre               |
| Jonas Lima                  | PT      | 7.322   | 1,73%      | Rio Branco         | Acre               |
| Manoel Moraes               | PSB     | 7.135   | 1,68%      | Rio Branco         | Acre               |
| Edvaldo Magalhães           | PCdoB   | 6.662   | 1,57%      | Cruzeiro do Sul    | Acre               |
| Daniel Zen                  | PCdoB   | 6.616   | 1,56%      | Rio Branco         | Acre               |
| Josa da Farmácia            | PODE    | 6.412   | 1,51%      | Cruzeiro do Sul    | Acre               |
| Dra. Juliana Rodrigues      | PRB     | 5.990   | 1,41%      | Rio Branco         | Acre               |
| José Bestene                | PP      | 5.113   | 1,21%      | Brasiléia          | Acre               |
| Antonio Pedro               | DEM     | 5.021   | 1,18%      | Xapuri             | Acre               |
| Luiz Gonzaga Alves          | PSDB    | 3.813   | 1,03%      | Cruzeiro do Sul    | Acre               |
| Nenem Almeida               | SD      | 4.113   | 0,97%      | Sena Madureira     | Acre               |
| Whendy Lima                 | PSL     | 4.058   | 0,96%      | Rio Branco         | Acre               |
| Marcus Cavalcante           | PTB     | 4.044   | 0,95%      | Rio Branco         | Acre               |
| Fagner Calegário            | PV      | 3.731   | 0,88%      | Porto Velho        | Rondônia           |
| Sargento Cadmiel Bomfim     | PSDB    | 3.637   | 0,86%      | Feijó              | Acre               |
| Pastor Wagner Felipe        | PR      | 3.568   | 0,84%      | São Paulo          | São Paulo          |
| Tchê                        | PDT     | 2.701   | 0,81%      | Humaitá            | Rio Grande do Sul  |
| Chico Viga                  | PHS     | 2.683   | 0,80%      | Cruzeiro do Sul    | Acre               |